# Nasca (tỉnh)
Tỉnh Nazca (tiếng Tây Ban Nha: Provincia de Nazca) là một tỉnh thuộc vùng Ica của Peru. Tỉnh Nazca có diện tích 5234 km², dân số thời điểm theo điều tra dân số ngày 11 tháng 7 năm 1993 là 52742 người. Tỉnh lỵ đóng ở Nazca.